# Det Norske Veritas

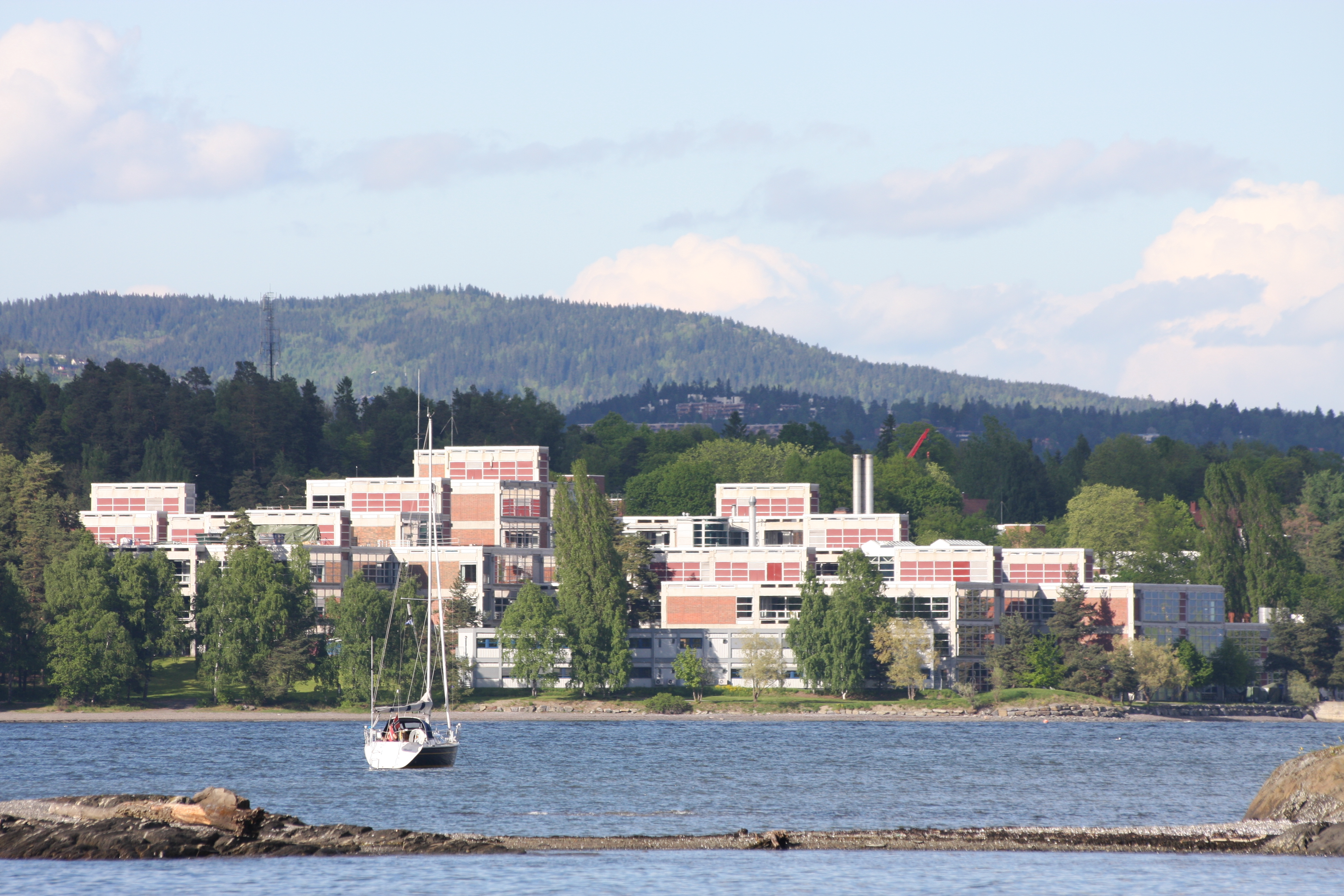
Quartier generale DNV, Oslo, Norvegia.

Det Norske Veritas (DNV) è una fondazione internazionale indipendente fondata a Oslo nel 1864. 
La finalità dell'organizzazione fu inizialmente quella di valutare le condizioni tecniche delle navi mercantili norvegesi.
Oggi l'ente opera in numerosi settori oltre a quello marittimo, ma la principale competenza è rimasta quella di valutare e indirizzare la gestione del rischio. Lo spirito e lo scopo della fondazione vengono dalla stessa sintetizzati nella «salvaguardia della vita, della proprietà e dell'ambiente».
Tra gli ulteriori settori di operatività di DNV si registrano quello energetico, automobilistico, agroalimentare, finanziario, informatico, sanitario e quello delle telecomunicazioni.
Dal 1954 DNV ha un dipartimento di ricerca che sviluppa diversi progetti nei molteplici ambiti in di operatività dell'ente. Attualmente i principali programmi di ricerca sono: artico, gestione del biorischio, materiali e superfici multifunzionali, processi informatici e tecnologie, soluzioni future in campo energetico, trasporto marittimo.
DNV è presente in 100 Paesi con 300 sedi e quasi 9.000 dipendenti. In Italia è presente dal 1962, con dieci sedi operative su tutto il territorio nazionale ed oltre 290 dipendenti.
È membro della International Association of Classification Societies.